# Light Years (пісня Pearl Jam)
«Light Years» (укр. Світові роки) — пісня американського рок-гурту Pearl Jam, другий сингл з альбому Binaural (2000).

## Історія створення
Пісня виникла після того, як гітарист Pearl Jam Майк Маккріді приніс до студії декілька власних гітарних рифів. Разом з іншими музикантами пісню було доопрацьовано, демозапис отримав назву «Puzzles & Games». Проте коли прийшов час записувати пісню в студії, Маккріді залишився незадоволеним, бо вона звучала дуже подібно до іншої його пісні «Given to Fly» та була «занадто правильною». Едді Веддер та Майк Маккріді деякий час намагалися щось з цим зробити, і зрештою повністю змінили аранжування. З типової рок-композиції із тихим куплетом та гучним приспівом, вона перетворилась на більш зважену та емоційну пісню.
Зворушливий текст пісні належить вокалістові Едді Веддеру. В ній співається про людину, яка трагічно пішла з життя. Під час одного з концертів Веддер присвятив «Light Years» знайомій співробітниці Sony Music Даяні Муус, яка вмерла в 1997 році від онкологічного захворювання. За словами Веддера, він був засмучений тим, що йому так і вдалось попрощатися з подругою перед смертю. В той самий час, Майк Маккріді наголошував, що має власне розуміння тексту пісні і хотів би, щоб кожен слухач знайшов в ній щось своє.

## Вихід пісні
«Light Years» увійшла до альбому Pearl Jam Binaural, що вийшов 16 травня 2000 року. 18 липня вона вийшла окремим синглом, слідом за «Nothing as It Seems». В США на стороні «Б» були концертні версії пісень «Grievance» та «Soon Forget» записані 10 квітня в Беллінгемі; в інших країнах бі-сайдом стала лише одна пісня «Grievance».
«Light Years» не потрапила до основного пісенного чарту Billboard Hot 100. В хіт-параді Mainstream Rock вона зайняла 17 місце, а в Modern Rock посіла 26 позицію. Щодо інших країн, «Light Years» увійшла до десятки найкращих пісень лише в Португалії.

## Довідкові дані

### Список пісень на синглі
В США
1. «Light Years» (Веддер, Маккріді, Ґоссард) — 5:09
2. «Grievance (Live)» (Веддер) — 3:31
3. «Soon Forget (Live)» (Веддер) — 2:04

В інших країнах
1. «Light Years» (Веддер, Маккріді, Ґоссард) — 5:09
2. «Grievance (Live)» (Веддер) — 3:31

### Місця в хіт-парадах
| Хіт-парад (2000)                    | Найвище позиція |
| ----------------------------------- | --------------- |
| Canada Rock/Alternative (RPM)       | 21              |
| Італія (FIMI)                       | 25              |
| Portugal (AFP)                      | 5               |
| Шотландія (Official Charts Company) | 46              |
| Велика Британія (UK Singles Chart)  | 52              |
| США (Alternative Songs) (Billboard) | 26              |
| США (Mainstream Rock) (Billboard)   | 17              |